# Брайтенштайн (Гарц)
Брайтенштайн (нем. Breitenstein) — община в Германии, в земле Саксония-Анхальт.
Входит в состав района Зангерхаузен. Подчиняется управлению Росла-Зюдхарц. Население составляет 507 человек (на 31 декабря 2006 года). Занимает площадь 6,74 км².